# Alfabeto de Fraser
El alfabeto Fraser o alfabeto lisu antiguo es una escritura artificial inventada por el año 1915 por Sara Ba Thaw, una predicadora karen de Birmania, y mejorado por el misionero James O. Fraser, para escribir el idioma lisu.
El alfabeto toma letras mayúsculas del alfabeto latino, y versiones giradas de las mismas, para escribir consonantes y vocales. Los tonos y nasalizaciones se escriben con signos de puntuación romanos, idénticos a los encontrados en una máquina de escribir. Al igual que los abugidas índicos, la vocal [a] no se escribe. Sin embargo, a diferencia de esos alfabetos, los demás vocales se escriben con letras.
El gobierno chino reconoció el alfabeto en 1992 como oficial para escribir el lisu.

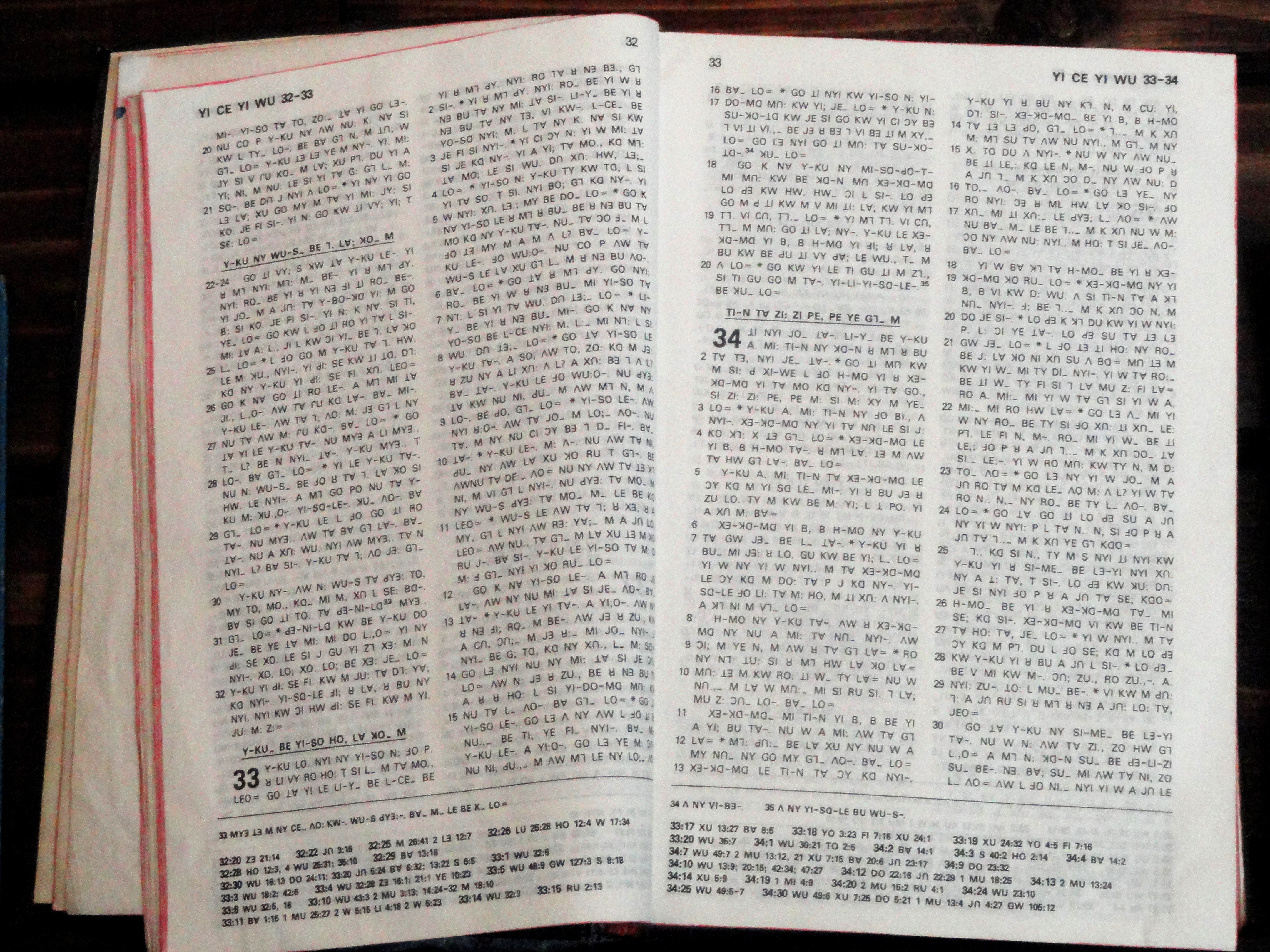
Biblia en el idioma lisu en el alfabeto Fraser